# 10104 Hoburgsgubben
10104 Hoburgsgubben (1992 EY9) là một tiểu hành tinh vành đai chính được phát hiện ngày 2 tháng 3 năm 1992 ở Đài thiên văn Nam Âu. Nó được đặt theo tên Hoburgsgubben, a sea stack in southern Gotland that is famous for looking like an old man staring out to sea.